# Аверлак
Аверлак (њем. Averlak) општина је у њемачкој савезној држави Шлезвиг-Холштајн. Једно је од 115 општинских средишта округа Дитмаршен. Према процјени из 2010. у општини је живјело 622 становника. Посједује регионалну шифру (AGS) 1051003.

## Географски и демографски подаци
Аверлак се налази у савезној држави Шлезвиг-Холштајн у округу Дитмаршен. Општина се налази на надморској висини од 1 метара. Површина општине износи 9,1 km². У самом мјесту је, према процјени из 2010. године, живјело 622 становника. Просјечна густина становништва износи 69 становника/km².

## Међународна сарадња
| Мјесто | Држава    | Врста сарадње | Од    |
| ------ | --------- | ------------- | ----- |
|        | Француска | партнерство   | 1982. |
| Извор  |           |               |       |